# Фёдоров, Григорий Фёдорович (депутат)
Григо́рий Фёдорович Фёдоров (1878—1913) — член Государственной думы 2-го и 3-го созывов от Смоленской губернии, герой русско-японской войны, полный Георгиевский кавалер.

## Биография
Православный, крестьянин деревни Климяты Дубровской волости Поречского уезда.
Окончил церковно-приходскую школу. Занимался земледелием (12 десятин надельной земли).
Военную службу отбывал в Самарском 147 пехотном полку. С началом русско-японской войны отправился на Дальний Восток, где состоял в 1-м Восточно-Сибирском полку. Участвовал в боях под Вафангоу, Дашичао, Ляояне и Сандепу. В сражении при Мукдене был ранен и взят в плен японцами, но сумел бежать. За храбрость был награждён Георгиевскими крестами всех четырёх степеней. Дослужился до звания зауряд-прапорщика.
В феврале 1907 года был избран в члены II Государственной думы от Смоленской губернии съездом уполномоченных от волостей. Входил в группу беспартийных. В думских комиссиях не состоял.
В октябре того же года был избран в члены III Государственной думы от Смоленской губернии съездом уполномоченных от волостей. Входил во фракцию «Союза 17 октября», со 2-й сессии — во фракцию прогрессистов. Состоял членом комиссии по направлению законодательных предположений.
Умер 10 марта 1913 года в Ялте. Похоронен в деревне Баботки (ныне — Руднянского района Смоленской области). Был женат.